# باکارا (کمون)
باکارا (به فرانسوی: Baccarat) یکی از کمون‌های فرانسه در فرانسه است که در canton of Baccarat واقع شده‌است.

## خصوصیات
باکارا ۱۳٫۵۳ کیلومترمربع مساحت و ۴٬۶۵۶ نفر جمعیت دارد و ۲۷۵ متر بالاتر از سطح دریا واقع شده‌است.

## خواهرخوانده
شهر گرنزباخ خواهرخواندهٔ باکارا هست.

## نگارخانه

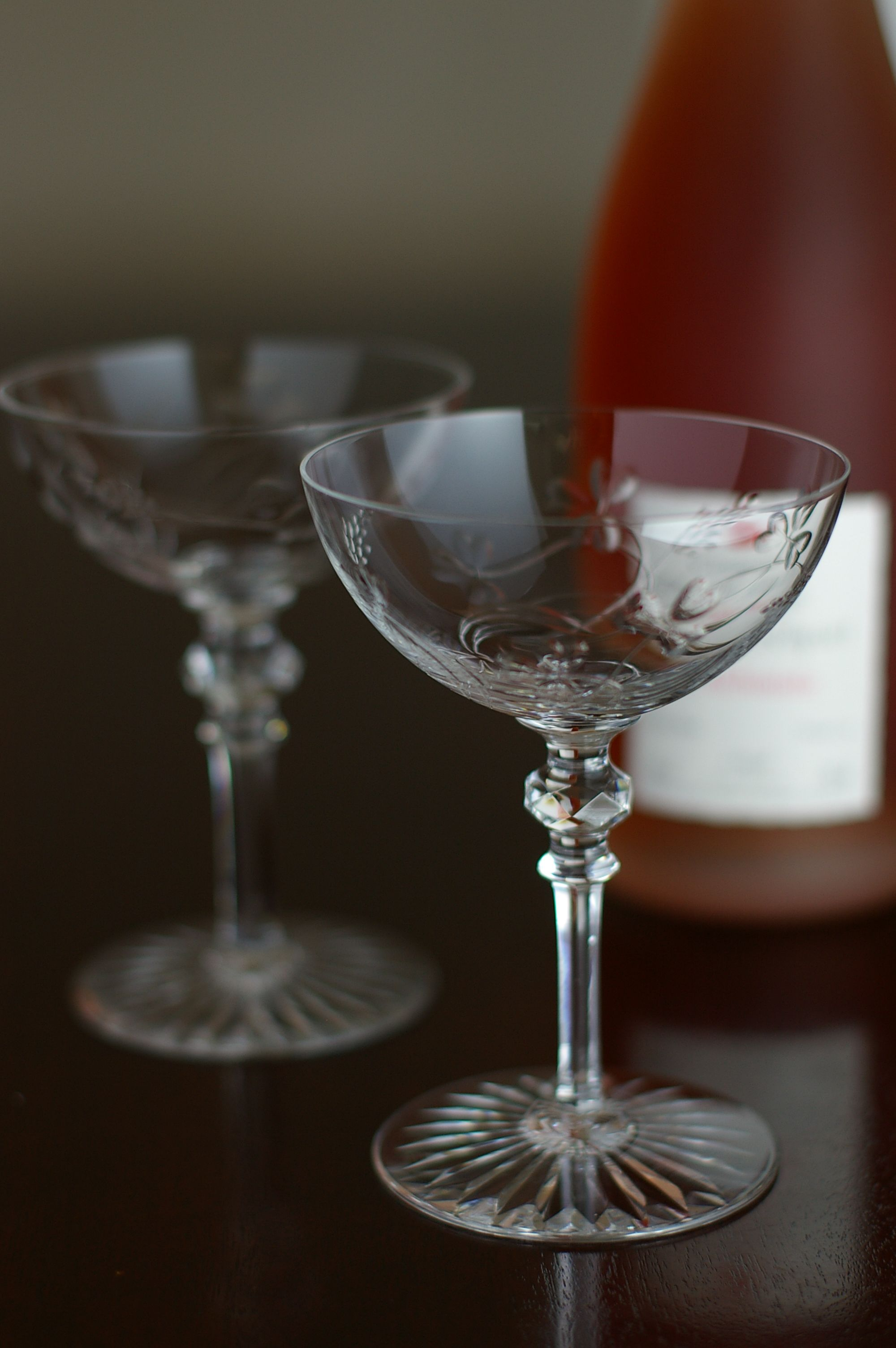
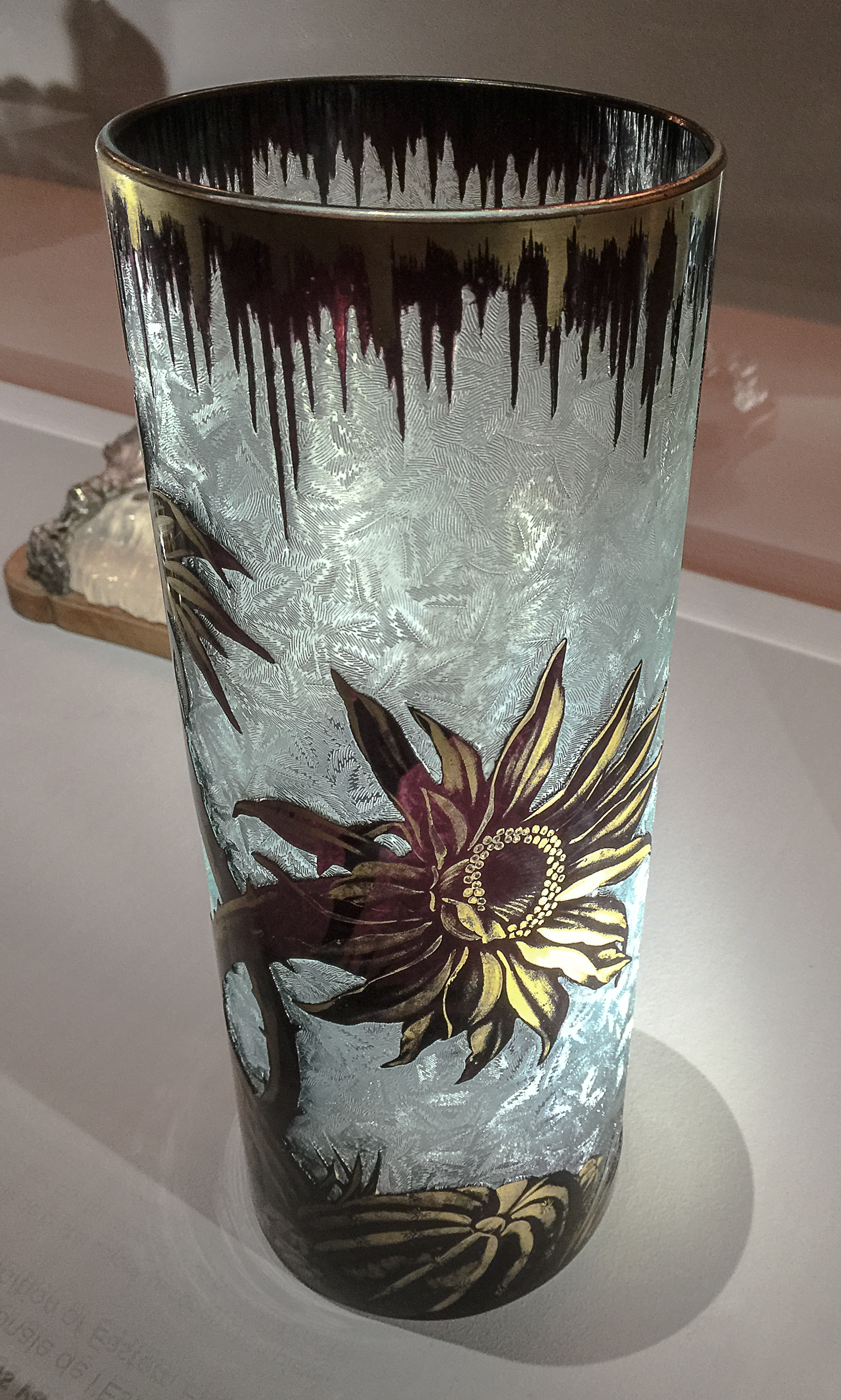
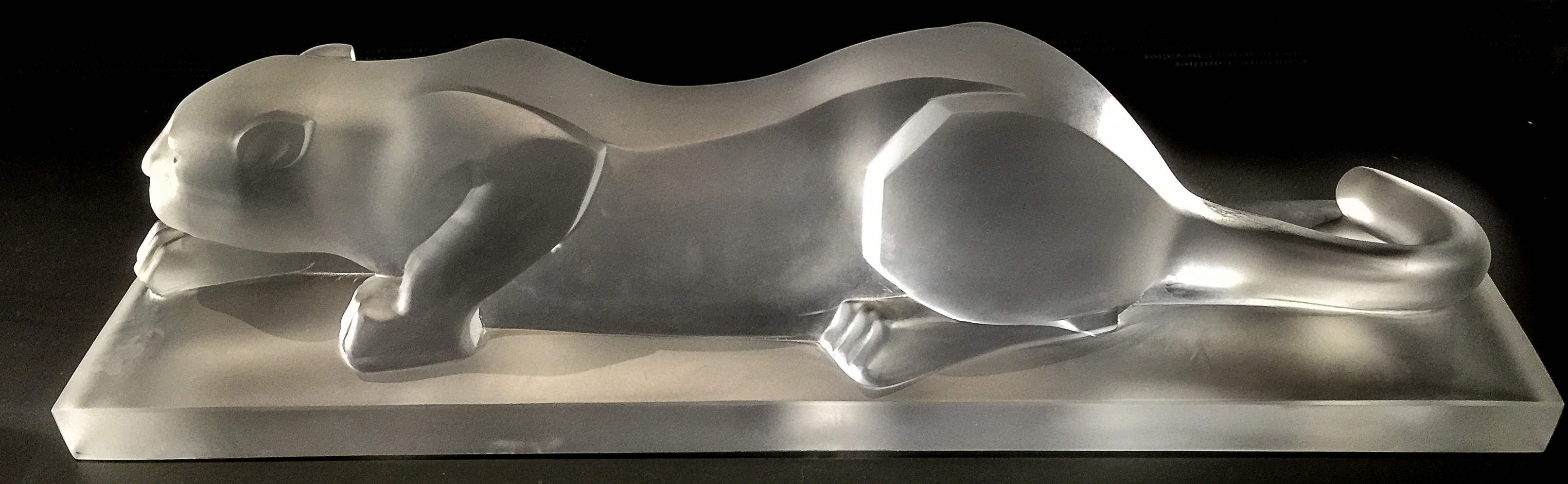
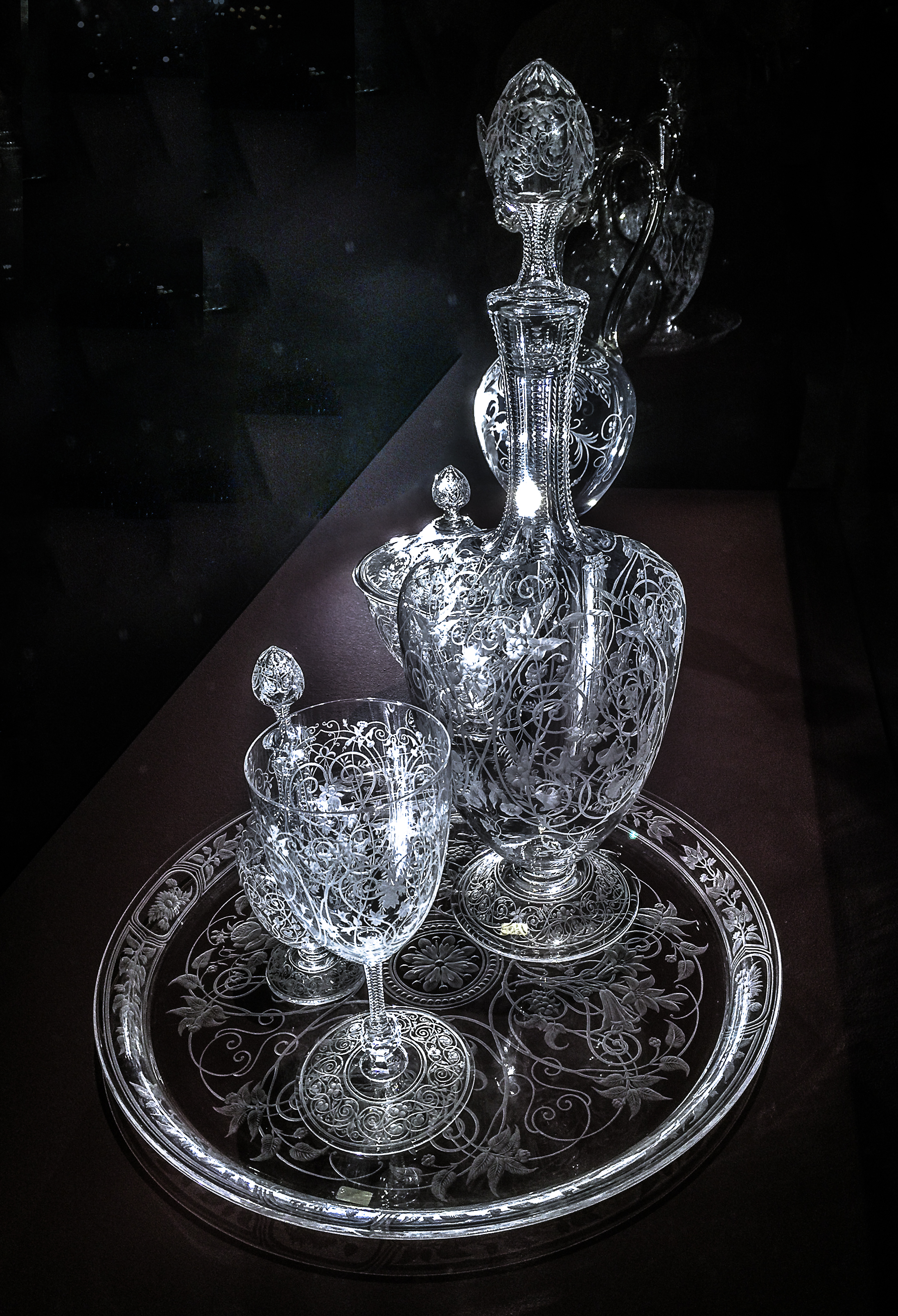
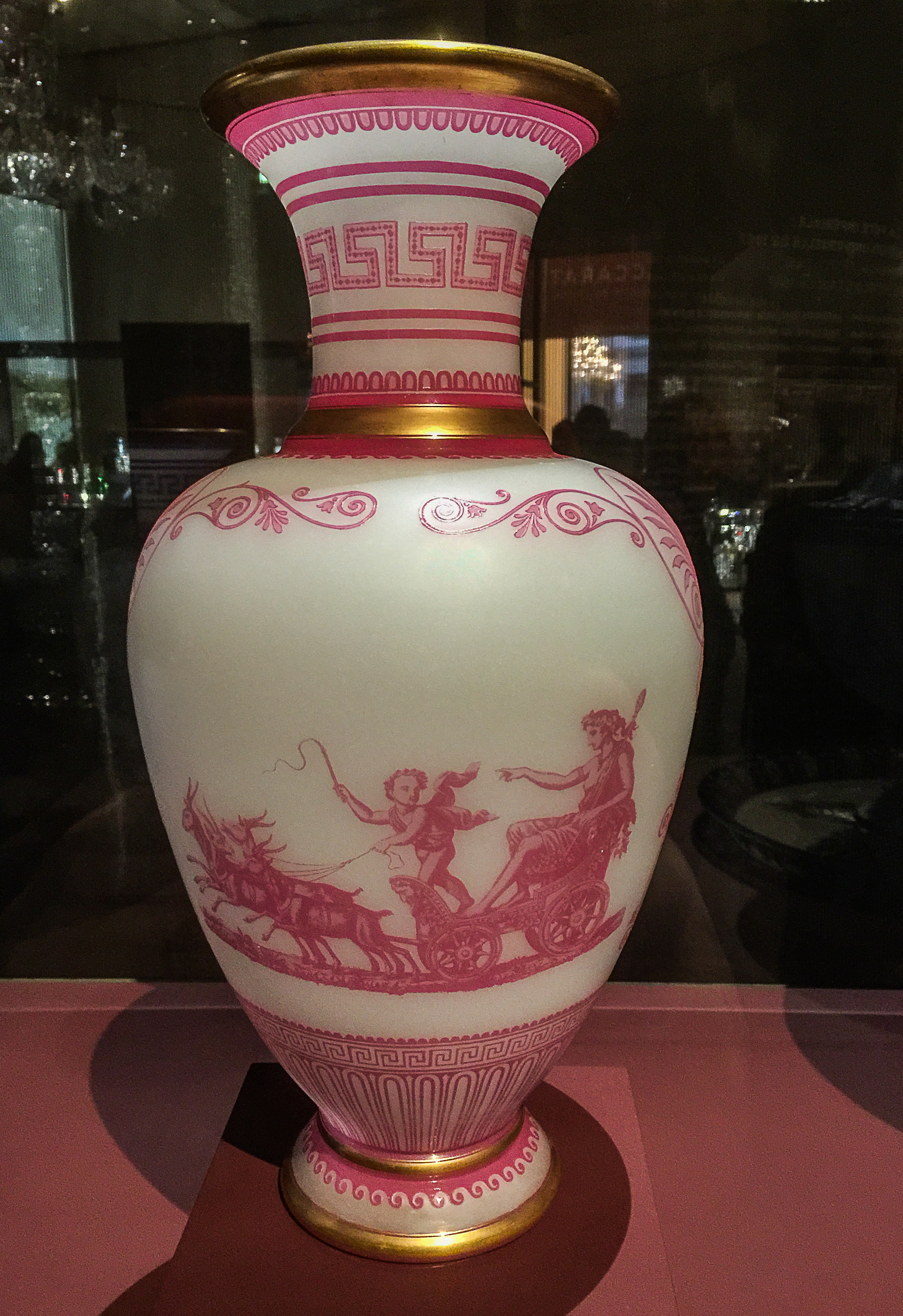
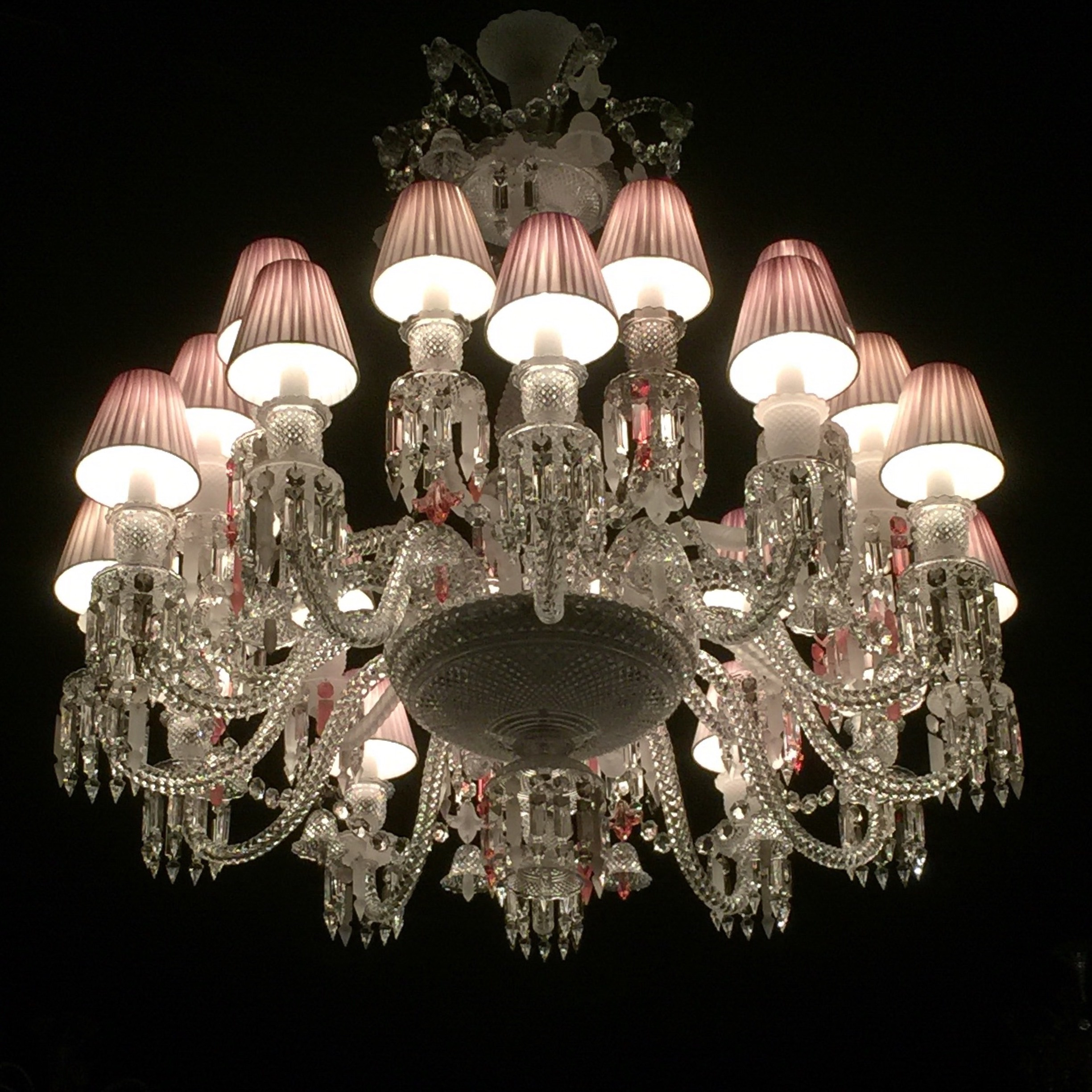
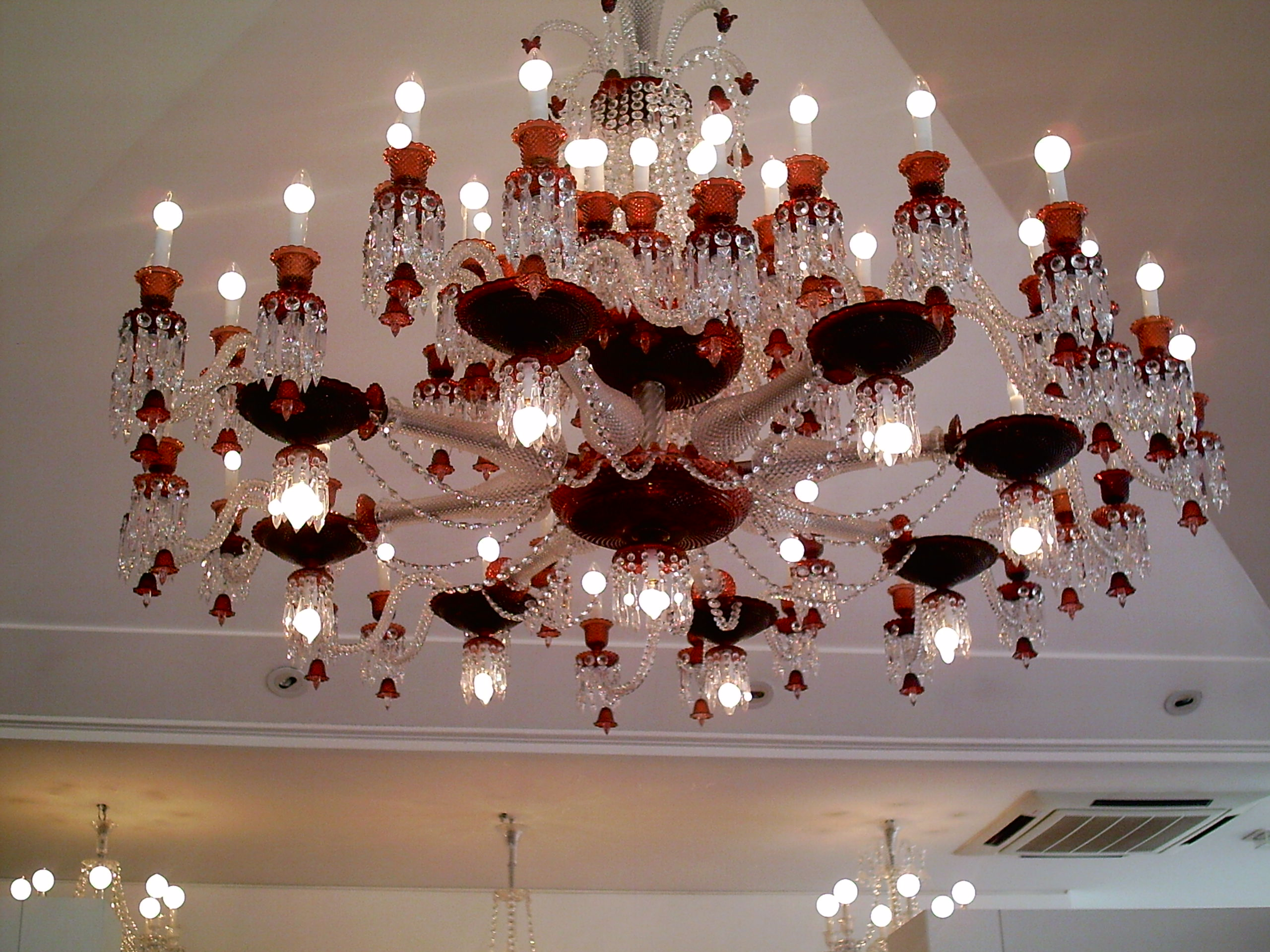
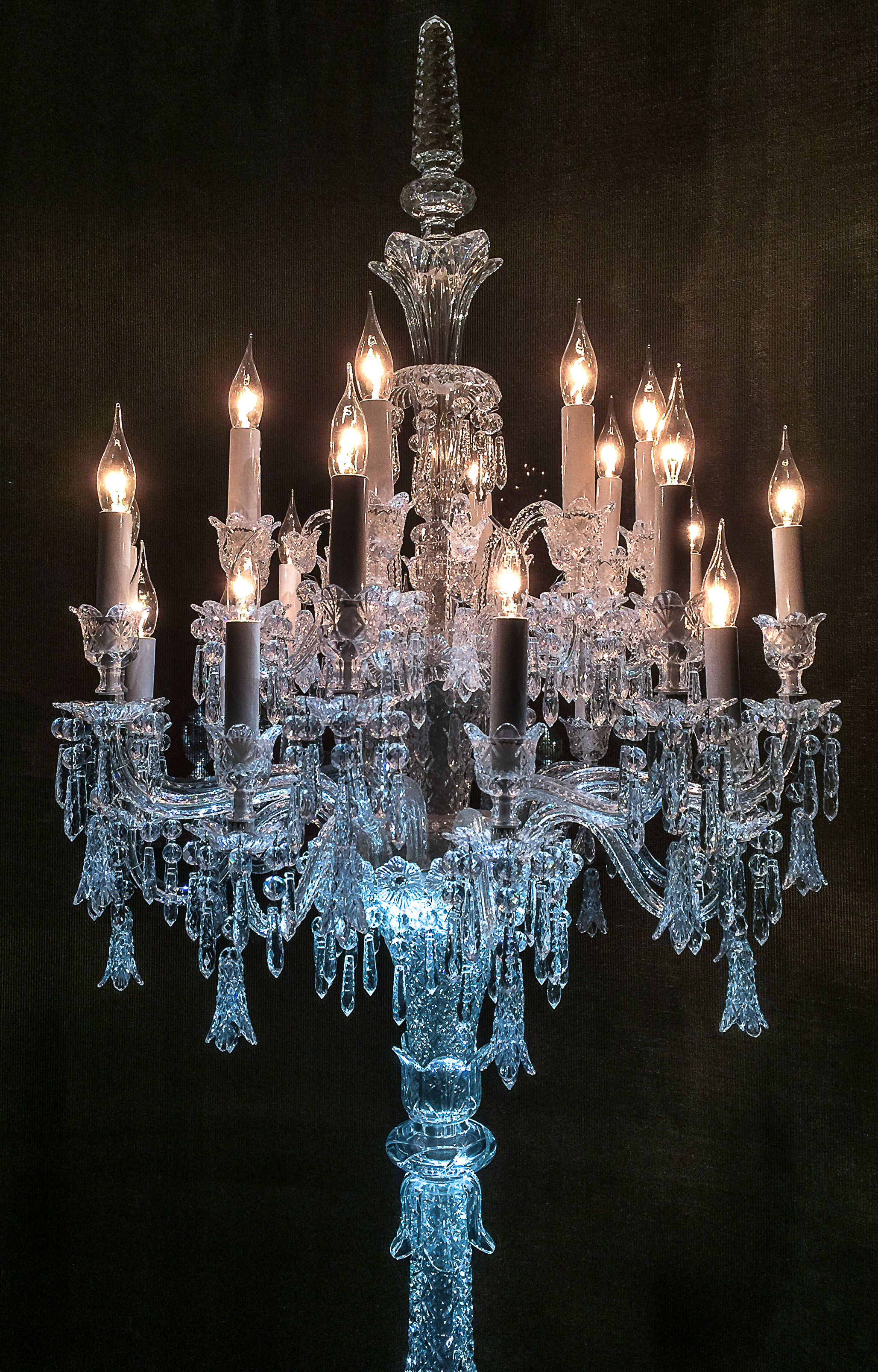
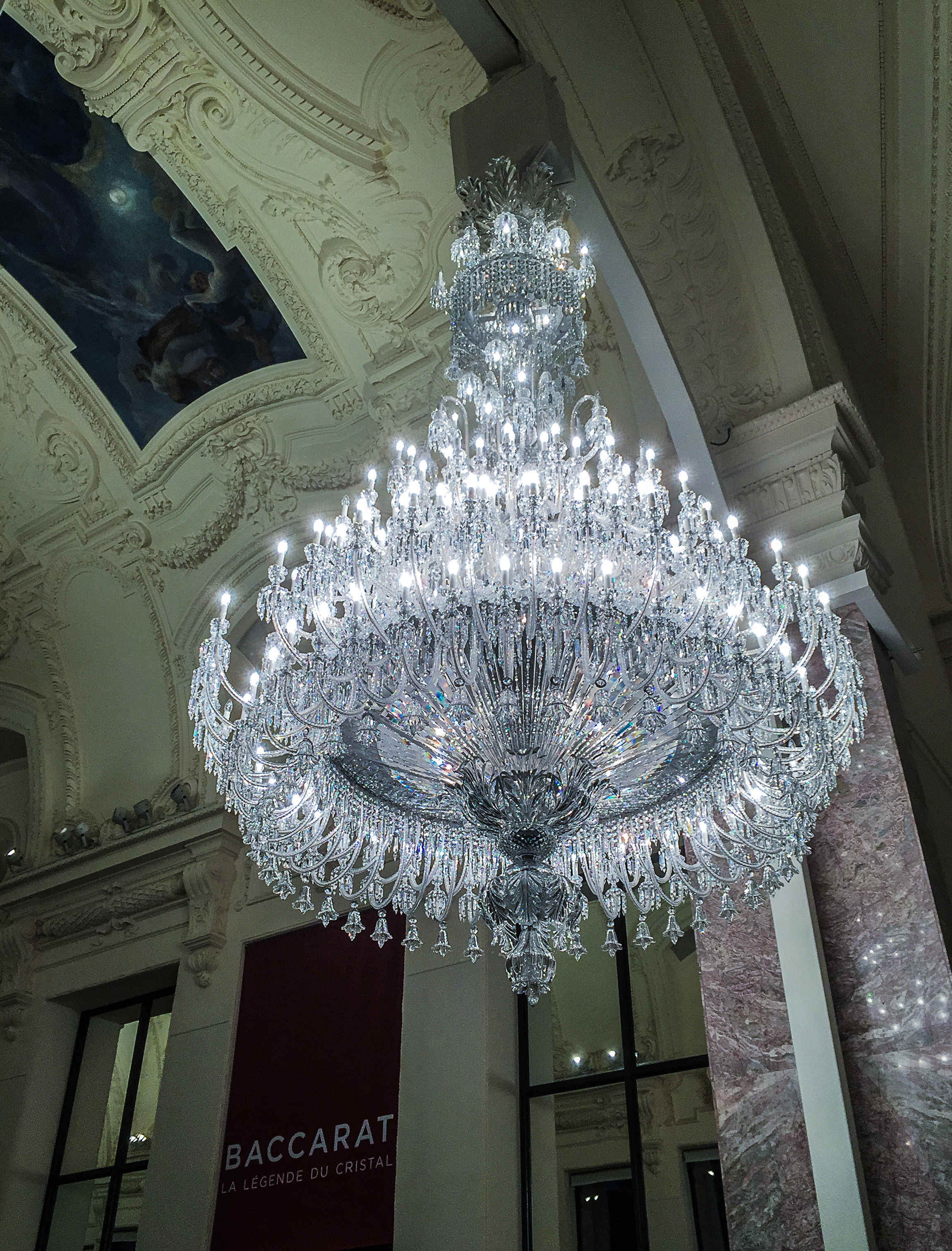
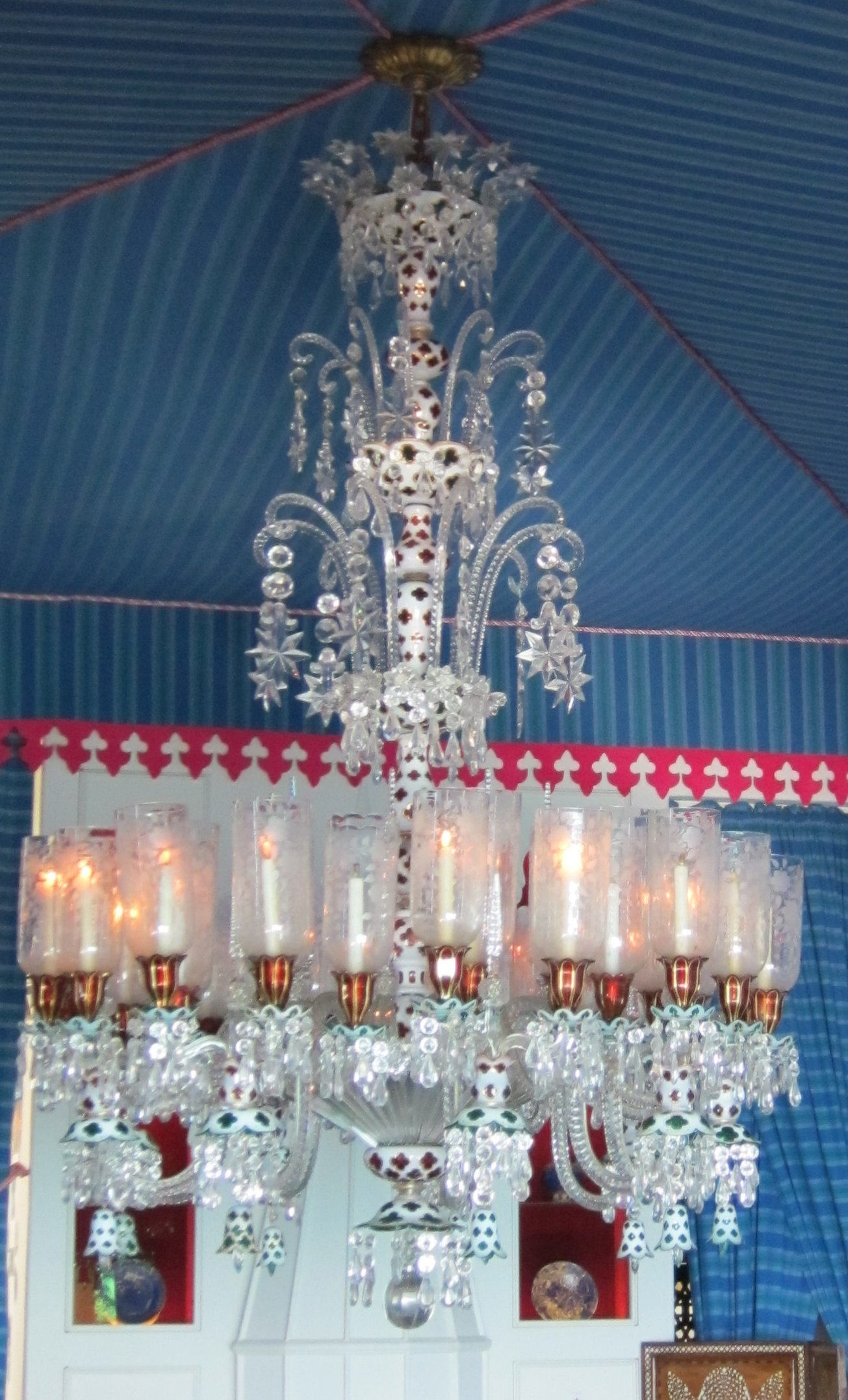